# محيطيات
المحيطيات (الاسم العلمي: Oceaniidae)، هي فصيلة من اللاسعات تتبع رتبة لاغمديات. تحتوي على عشرة أجناس.